# Genaro Neyra
Genaro Neyra (Camaná, 8 de octubre de 1956) es un exfutbolista histórico del FBC Melgar de Arequipa con quienes obtuvo sus mayores logros. Fue campeón de la Primera División del Perú en 1981. También es el máximo goleador histórico profesional y uno de los tres máximos jugadores históricos del club rojinegro.
Su hermano es Ernesto "Chivo" Neyra, también delantero.

## Trayectoria

### Inicios
Genaro surgió en el equipo de su pueblo natal, Associaton Camaná de Arequipa, en donde no llegó a debutar con el primer equipo pero sí con la reserva, en donde fue goleador en 1973. Cabe destacar que además jugó en el Deportivo Camaná de la liga distrital, se desempeñaba tanto de mediocampista como de centrodelantero.

### Sportivo Huracán
En 1975 debutó como profesional en el Sportivo Huracán de la Copa Perú, en donde permaneció hasta fines de 1976.  

### FBC Melgar
Poco después fue fichado por el FBC Melgar, el club malayo de mayor popularidad, con el cual junto con su hermano Ernesto Neyra (también ídolo del club) formaron una delantera invatible.
Con el Misti consiguió el título de 1981, el primero del club arequipeño en su historia. 
Son recordados sus goles en esa campaña a dos equipos de Lima: al Alianza Lima en el triunfo clave en la ciudad de Arequipa, y en el partido final en el empate ante Sporting Cristal que significó el campeonato para el club en el mismo Estadio Nacional del Perú.
Es considerado uno de los máximos ídolos del club rojinegro, también jugó la Copa Libertadores 1982.
En 1988, Genaro regresó a Melgar habiendo jugado en Alfonso Ugarte, marcando 12 goles en 28 partidos (promedio 0,43 goles por partido).

### Sporting Cristal
Luego de haber salido como el máximo goleador de la temporada 1985 en Primera División. En enero de 1986 le llegó un contrato del club cervezero, propuesta que no pudo rechazar, jugó como titular la primera parte del campeonato, pero después no fue tenido en cuenta por el entrenador Héctor Chumpitaz, rescindió el contrato y quedó libre en noviembre. A fines de ese año firma por el Alfonso Ugarte.

### Aurora
En 1989 ficha por el FBC Aurora de la Primera División del Perú, en donde permaneció hasta fines de ese año, convirtiendo 7 goles.
En enero de 1991 regresa al club, en donde permaneció hasta fines del 1996, año que se retiró del futbol a los 40 años.

## Clubes
| Club                    | País | Año       |
| ----------------------- | ---- | --------- |
| Association SC (Camaná) | Perú | 1973      |
| SD Camaná               | Perú | 1974      |
| Sportivo Huracán        | Perú | 1974-1976 |
| FBC Melgar              | Perú | 1977-1985 |
| Sporting Cristal        | Perú | 1986      |
| Alfonso Ugarte          | Perú | 1987      |
| FBC Melgar              | Perú | 1988      |
| FBC Aurora              | Perú | 1989      |
| FBC Melgar              | Perú | 1990      |
| FBC Aurora              | Perú | 1991-1996 |

## Estadísticas
| Sportivo Huracán · Perú                                                             |               |               |      |     |    |    |    |      |      |      |    |
| 3.ª                                                                                 | 1974          | --            | 0    | --  | -- | -- | -- | --   | 0    | --   |    |
| 3.ª                                                                                 | 1975          | 6             | 1    | --  | -- | -- | -- | 6    | 1    | --   |    |
| 3.ª                                                                                 | 1976          | 9             | 5    | --  | -- | -- | -- | 9    | 5    | 0.55 |    |
| Total club                                                                          | Total club    | 15            | 6    | --  | -- | -- | -- | 15   | 6    | 0.55 |    |
| FBC Melgar · Perú                                                                   |               |               |      |     |    |    |    |      |      |      |    |
| 1.ª                                                                                 | 1977          | 13            | 2    | --  | -- | -- | -- | 13   | 2    | 0.60 |    |
| 1.ª                                                                                 | 1978          | 16            | 5    | --  | -- | -- | -- | 16   | 5    | 0.55 |    |
| 1.ª                                                                                 | 1979          | 20            | 6    | --  | -- | -- | -- | 20   | 6    | --   |    |
| 1.ª                                                                                 | 1980          | 26            | 8    | --  | -- | -- | -- | 26   | 8    | --   |    |
| 1.ª                                                                                 | 1981          | 37            | 15   | --  | -- | -- | -- | 37   | 15   | 0.22 |    |
| 1.ª                                                                                 | 1982          | 25            | 13   | --  | -- | 6  | 1  | 31   | 14   | --   |    |
| 1.ª                                                                                 | 1983          | 34            | 15   | --  | -- | -- | -- | 34   | 15   | --   |    |
| 1.ª                                                                                 | 1984          | 26            | 14   | --  | -- | 6  | 2  | 32   | 16   | 0.18 |    |
| 1.ª                                                                                 | 1985          | --            | 22   | --  | -- | -- | -- | --   | 22   | --   |    |
| 1.ª                                                                                 | 1988          | 28            | 12   | --  | -- | -- | -- | 28   | 12   | 0.38 |    |
| 1.ª                                                                                 | 1990          | 15            | 4    | --  | -- | -- | -- | 15   | 4    | 0.20 |    |
| Total club                                                                          | Total club    | +240          | 119  | --  | -- | 12 | 3  | +252 | 122  | 0.20 |    |
| Sporting Cristal · Perú                                                             |               |               |      |     |    |    |    |      |      |      |    |
| 1.ª                                                                                 | 1986          | 17            | 5    | --  | -- | -- | -- | 17   | 5    | 0.20 |    |
| Total club                                                                          | Total club    | 17            | 5    | --  | -- | -- | -- | 17   | 5    | 0.20 |    |
| Alfonso Ugarte · Perú                                                               |               |               |      |     |    |    |    |      |      |      |    |
| 1.ª                                                                                 | 1987          | 31            | 8    | --  | -- | -- | -- | 31   | 8    | 0.20 |    |
| Total club                                                                          | Total club    | 31            | 8    | --  | -- | -- | -- | 31   | 8    | 0.20 |    |
| Total carrera                                                                       | Total carrera | Total carrera | +303 | 138 | -- | -- | 12 | 3    | +315 | 141  | -- |
| (1) Incluye datos de Copa Libertadores. (2) No incluye goles en partidos amistosos. |               |               |      |     |    |    |    |      |      |      |    |

## Palmarés

### Campeonatos nacionales
| Título                   | Club       | País | Año  |
| ------------------------ | ---------- | ---- | ---- |
| Primera División de Perú | FBC Melgar | Perú | 1981 |

### Distinciones individuales
| Título                                   | Club       | País | Año       |
| ---------------------------------------- | ---------- | ---- | --------- |
| Máximo Goleador en la Era Profesional    | FBC Melgar | Perú | 1977-2018 |
| Goleador de la Primera División del Perú | FBC Melgar | Perú | 1985      |